# Shaukat Aziz

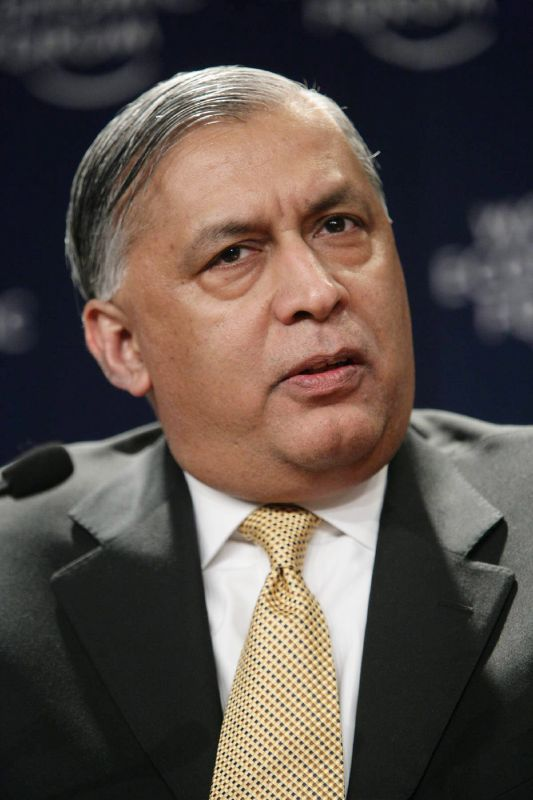
Shaukat Aziz 2007

Shaukat Aziz (* 6. März 1949 in Karatschi), Urdu شوکت عزيز, ist ein ehemaliger Premier- und Finanzminister von Pakistan.

## Leben
Shaukat Aziz besuchte die Saint Patrick's High School in Karatschi und die  Abbottabad Public School in Abbottabad. Vom Gordon College in Rawalpindi erwarb er den Bachelor of Science. Im Jahre 1969 erhielt er den MBA-Abschluss von der pakistanischen Business School IBA (Institute of Business Administration), Karatschi. Mit einem Praktikum an der Citibank begann 1969 seine Finanzkarriere.
Für die Citibank arbeitete er ab 1975 in zahlreichen Ländern, darunter Griechenland, den USA, Großbritannien, Malaysia und Singapur. Er war unter anderem Chef der Abteilung Corporate und Investmentbanking für die Regionen Asien-Pazifik und Mittel- und Osteuropa/Naher Osten/Afrika.
Im November 1999 wurde er von Pervez Musharraf zum Finanzminister der neuen Regierung ernannt.
Nach dem Rücktritt von Premierminister Zafarullah Khan Jamali am 6. Juni 2004 wurde er von seiner Partei, der PML(Q), als dessen Nachfolger nominiert. Im Juli 2004 überlebte er während einer Wahlkampfreise, auf der er sich um einen Parlamentssitz bewarb, einen Selbstmordanschlag. Am 27. August 2004 wurde er von der Nationalversammlung mit 191 zu 151 Stimmen zum Premierminister gewählt und trat das Amt am 28. August an. Seinen Posten als Finanzminister behielt er bei.
Die von ihm eingeleiteten Wirtschaftsreformen werden für das anhaltend starke Wirtschaftswachstum Pakistans verantwortlich gemacht. Aziz’ Kritiker werfen ihm dagegen Unregelmäßigkeiten bei einer Reihe von Privatisierungen vor.
Am 15. November 2007 folgte ihm Muhammad Mian Soomro im Amt des Premierministers nach.